# Amtsgericht Görlitz

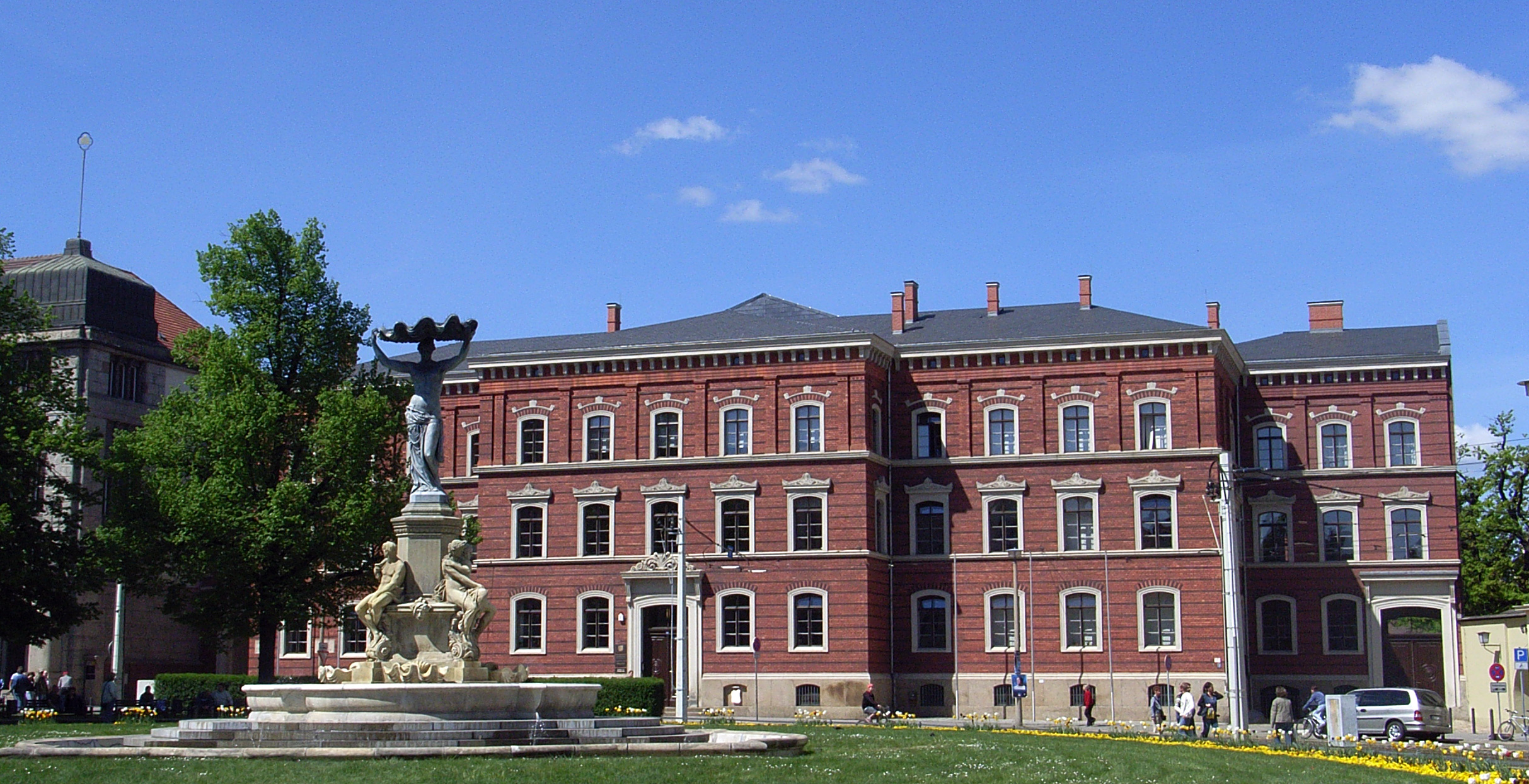
Sitz des Amts- und Landgerichtes am Postplatz 18 (2007)

Das Amtsgericht Görlitz ist ein Gericht der ordentlichen Gerichtsbarkeit und eines von insgesamt 25 Amtsgerichten im Freistaat Sachsen.

## Gerichtssitz und -bezirk
Der Gerichtsbezirk des Amtsgerichtes Görlitz umfasst die Stadt Görlitz und die Gemeinden Horka, Kodersdorf, Königshain, Markersdorf, Neißeaue, Reichenbach/O.L., Schöpstal und Vierkirchen aus dem Landkreis Görlitz (§ 1 Abs. 4, Anlage Nr. 11 Sächsisches Justizgesetz). Das Gericht hat seinen Sitz in 02826 Görlitz, Postplatz 18. Dem Amtsgericht Görlitz ist das Landgericht Görlitz unmittelbar übergeordnet. Das zuständige Oberlandesgericht hat seinen Sitz in Dresden.

## Geschichte
Das königlich preußische Amtsgericht Görlitz wurde 1877 im Rahmen der Reichsjustizgesetze gebildet. Der Amtsgerichtsbezirk umfasste den Stadtkreis Görlitz und den Landkreis Görlitz außer dem Teil, der zum Amtsgericht Reichenbach O.L. gehörte (dies waren der Stadtbezirk Reichenbach und die Amtsbezirke Gersdorf, Melaune, Meuselwitz und Reichenbach/O.L.). Das Amtsgericht Görlitz war eines von zehn Amtsgerichten im Bezirk des Landgerichtes Görlitz im Gebiet des Oberlandesgerichtes Breslau. Das Gericht hatte damals sieben Richterstellen und war das größte Amtsgericht im Landgerichtsbezirk.
Im Jahre 1945 wurde Preußen von den Siegermächten aufgelöst und das Amtsgericht Görlitz wurde zu einem Amtsgericht im Land Sachsen. Mit der Verordnung zur Änderung von Gerichtsbezirken im Lande Sachsen vom 5. Mai 1951 wurden die Gerichtsbezirke in der DDR an die Landkreise angepasst. Der Sprengel des Amtsgerichtes Görlitz war damit der Stadtkreis Görlitz. Mit der Verwaltungsreform von 1952 wurde das Amtsgericht Görlitz aufgehoben und das Kreisgericht Görlitz an seiner Stelle geschaffen. Im Jahre 1992 wurde das Amtsgericht Görlitz mit dem Sächsischen Gerichtsorganisationsgesetz wieder errichtet.

## Gerichtsgebäude
Das Amtsgericht Görlitz nutzt gemeinsam mit dem Landgericht das Gerichtsgebäude Postplatz 18. Das Gerichtsgebäude wurde 1863 bis 1865 durch den Architekten Carl Ferdinand Busse erbaut. Im Jahre 1877 wurden zwei würfelförmige Anbauten, die der Stilistik des Altbaus folgten, ergänzt. Es ist baugeschichtlich, ortsgeschichtlich und platzbildprägend von Bedeutung und steht daher unter Denkmalschutz.